# Pomnik Ludziom Pracy we Włocławku
Pomnik Ludziom Pracy – rzeźba stojąca we Włocławku przy bulwarach.
W miejscu, w którym do 1939 znajdował się pomnik Józefa Piłsudskiego w 1978 postawiono pomnik upamiętniający połączenie się Polskiej Partii Socjalistycznej i Polskiej Partii Robotniczej. Uroczyste odsłonięcie pomnika miało miejsce 14 grudnia 1978, w 30. rocznicę powstania Polskiej Zjednoczonej Partii Robotniczej i 60. rocznicę powstania Komunistycznej Partii Polski.
Pomnik ma kształt dwóch połączonych ze sobą flag, mających symbolizować obie partie, które utworzyły PZPR. Znalazła się na nim tablica z napisem „Ludziom Pracy”. Pomnik wykonano z betonu pokrytego warstwą lastrika. Jego budowa miała uzasadnić powojenną zmianę nazw włocławskich bulwarów, które przed 1939 nosiły imię Józefa Piłsudskiego, po wojnie zaś – Zjednoczonej Klasy Robotniczej.
Od 1979 pomnik był miejscem, z którego tradycyjnie wyruszały pochody pierwszomajowe we Włocławku. Po 1989, w ramach dekomunizacji, pomnik, podobnie jak pomnik Juliana Marchlewskiego miał zostać wyburzony. W 1992 decyzję w tej sprawie podjęła rada miasta, jednak ostatecznie usunięto z niego tylko tablicę. Wiele razy był oblewany czerwoną farbą. 15 kwietnia 2002 Zarząd Miasta uchwalił przywrócenie tablicy na jej poprzednie miejsce, co uroczyście odbyło się 1 maja 2002. W 2009 dolna z flag została pomalowana na biało–czerwono.